# Placidina euryanassa
Placidina euryanassa é uma borboleta neotropical da família Nymphalidae, subfamília Danainae e tribo Ithomiini, nativa do Brasil (estados do Espírito Santo e Rio de Janeiro) até o Uruguai e nordeste da Argentina. Foi classificada por C. & R. Felder, com a denominação de Ithomia euryanassa, em 1860. Seu gênero foi denominado Placidula, em 1822; depois corrigido para Placidina, em 1928, por d'Almeida; sendo a única espécie nele contida (táxon monotípico).

## Descrição
Indivíduos desta espécie possuem as asas moderadamente longas e estreitas e são de coloração predominante laranja, vistos por cima, com padrões de coloração em branco, amarelo e negro. Este padrão é comum a diversas espécies de Lepidoptera americanos dos trópicos, que compartilham um mecanismo mimético comum nestas cores, cuja função é aposemática. Vistos por baixo, apresentam padrão similar; com pontuações em branco, visíveis, na face inferior das asas, próximas à margem.

## Hábitos
Esta espécie é encontrada voando em clareiras de florestas primárias e secundárias, além de margens de trilhas e estradas.[carece de fontes?] Se alimentam de substâncias retiradas de flores.

## Lagarta, crisálida e planta-alimento
As lagartas de Placidina euryanassa podem ser encontradas em Solanaceae da espécie Brugmansia suaveolens ou Brugmansia candida. Elas são gregárias, de coloração negra com a cabeça vermelha, e não apresentam projeções sobre seu corpo. Sua crisálida é amarela e apresenta várias pintas e riscas negras sobre sua superfície.